# Ilse Göritz
Ilse Göritz (* 12. März 1922 in Ramsin; † unbekannt)  war eine deutsche SS-Aufseherin in mehreren Konzentrationslagern sowie Spitzel für die Politische Abteilung des KZ Ravensbrück. 1966 wurde sie von einem DDR-Gericht wegen Verbrechen gegen die Menschlichkeit zu lebenslangem Zuchthaus verurteilt.

## Leben

### Nachkriegszeit und Prozess
Kurz vor dem Einmarsch der Roten Armee flüchtete Göritz zusammen mit Soldaten des Fliegerhorstes Barth nach Lübeck, gab wahrheitswidrig an, sie sei Nachrichtenhelferin gewesen und entging so der Verhaftung. Später kehrte sie in ihren Heimatort Ramsin zurück. Zwischen 1963 und 1966 führte das Ministerium für Staatssicherheit in Rostock Ermittlungen über die im KZ-Außenlager Barth verübten Verbrechen durch. Kurz nach Beginn der Ermittlungen wurden sie  zusammen mit der ehemaligen SS-Aufseherin Frida Wötzel am 8. Januar 1964 in Untersuchungshaft genommen. Am 25. Juli 1966 eröffnete das Rostocker Bezirksgericht den nichtöffentlichen Prozess wegen „fortgesetzt begangener Verbrechen gegen die Menschlichkeit“ gegen sie und die Aufseherinnen Frida Wötzel und Ulla Jürß und verurteilte Göritz am 8. August 1966 zu einer lebenslangen Haftstrafe, die sie in der Strafvollzugsanstalt Hoheneck verbüßte. Im Jahre 1991 wurde sie im Gnadenwege aus der Haft entlassen.